# United States Mint
United States Mint är en amerikansk federal myndighet som dels tillverkar och distribuerar mynt och dels förvarar investeringsguld och investeringssilver åt USA:s finansdepartement. De har myntverk i Denver (Colorado); Philadelphia (Pennsylvania); San Francisco (Kalifornien) och West Point (New York). Myndigheten förvarade den 28 februari 2021 investeringsguld som motsvarade 7 413 metriska ton, omkring 60% fanns förvarade i United States Bullion Depository, som ligger på militärbasen Fort Knoxs ägor i Kentucky medan resten förvarades i United States Mint Denver (Colorado) och United States Mint West Point (New York).
Myndigheten grundades den 2 april 1792 i Philadelphia efter att USA:s kongress drev igenom lagen Coinage Act of 1792. USA:s 1:e president George Washington placerade myntverket under USA:s utrikesdepartement men sju år senare blev den en självständig federal myndighet. År 1873 drev USA:s kongress igenom den uppdaterade lagen Coinage Act of 1873, vilket gjorde att myntverket blev underställd det amerikanska finansdepartement. År 1984 fick myndigheten sitt nuvarande namn, vad den hette officiellt innan är dock ej känt.
United States Mint bevakas av den egna polismyndigheten United States Mint Police.